# 佐渡八幡温泉
佐渡八幡温泉（さどやはたおんせん）は、新潟県佐渡市八幡にある温泉。

## 泉質
- ナトリウムー塩化物泉
  - 泉温　48.5℃
  - 源泉掛け流し。佐渡随一の湯量を誇る。

## 温泉地
佐渡市役所から5 km離れた松林に囲まれた森林地帯に、一軒宿の「国際佐渡観光ホテル 八幡館」が存在する。同宿は新潟交通グループにより運営されており、隣接して佐渡博物館がある。
旅館には、昭和天皇など皇室も投宿されている。一部の客室からは真野湾を眺望できる。

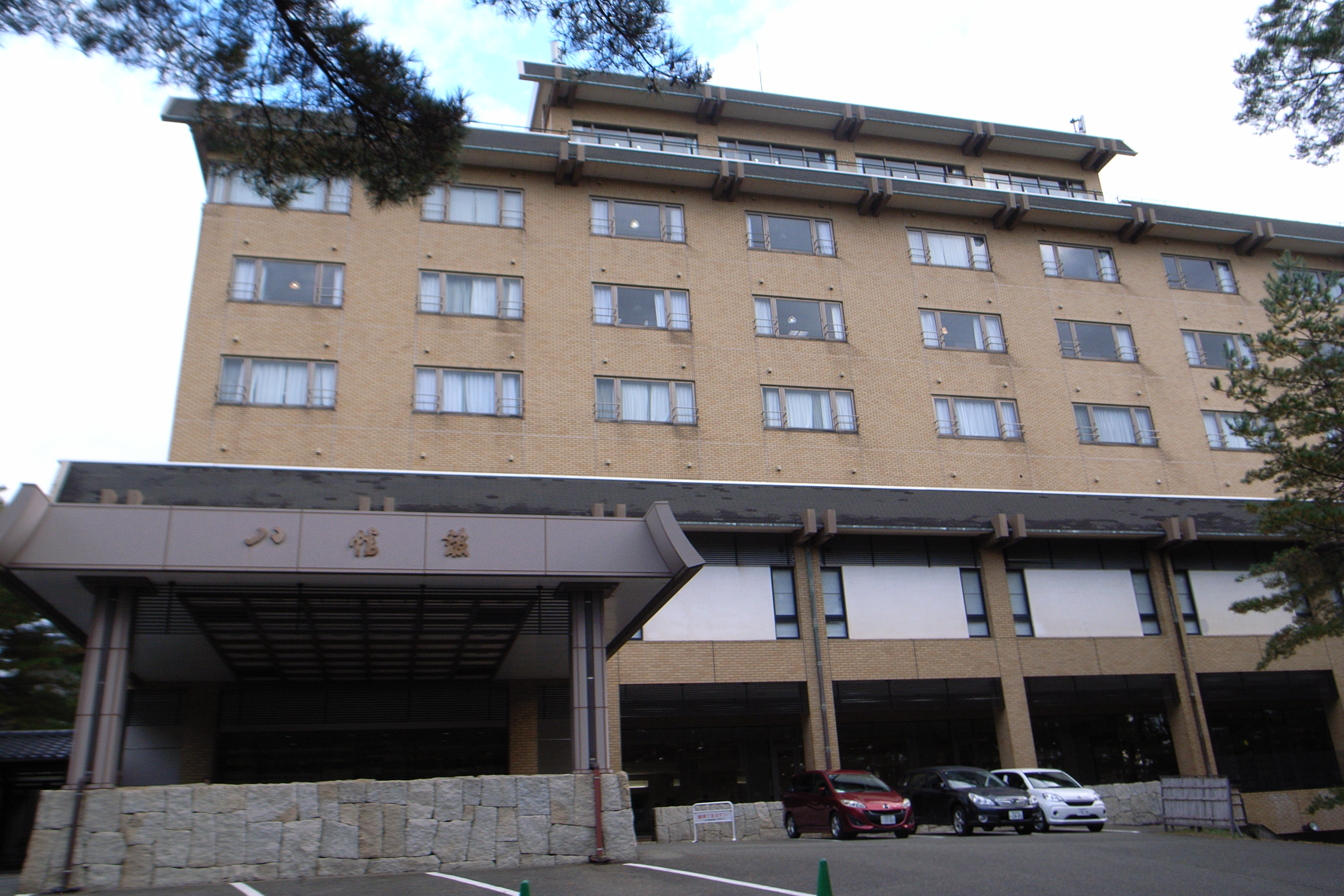
帝冠様式の本館外観
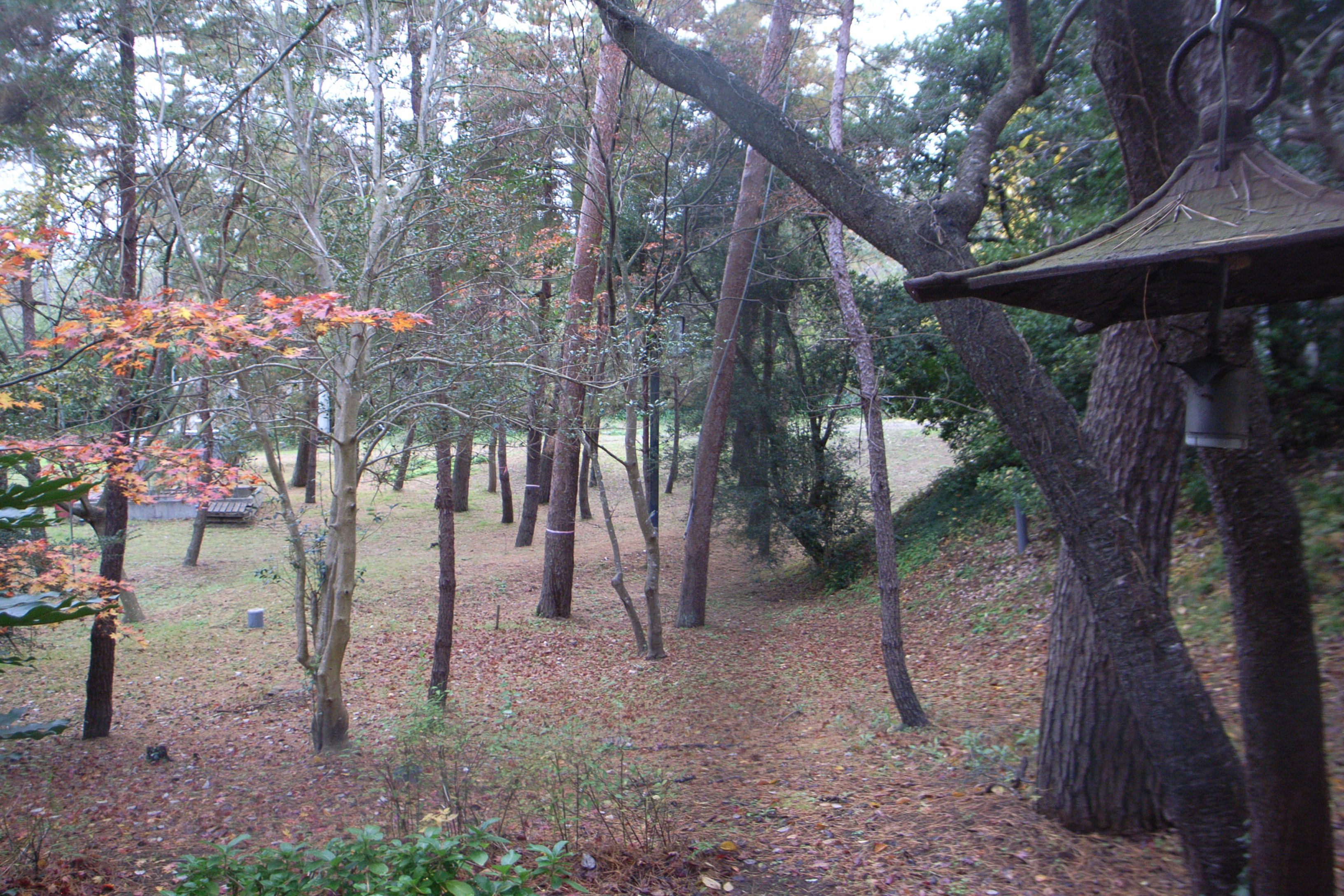
松林の庭園

## 歴史
- 1951年（昭和26年）- 開業[1]。
- 1978年（昭和53年）3月　- 温泉掘削。
- 1988年（昭和63年）- 本館新築[1][2]。
- 1998年（平成10年）3月　- 大浴場改装。

## アクセス
- 新潟交通佐渡 南線・小木線ほか「八幡」バス停より徒歩すぐ。
- 新潟交通佐渡の定期観光バスの指定宿泊旅館にもなっている。